# Адмирал Корнилов (бронепалубен крайцер, 1887)
Адмирал Корнилов (на руски: Адмирал Корнилов) е бронепалубен крайцер от 1-ви ранг на Руския Императорски флот. Носи своята служба в Балтика и европейските морета; извършва два похода към Далечния Изток на Русия. Участва в бойни действия в Китай по време на въстанието на ихетуаните.
Крайцерът получава своето име в чест на руския военен деец, героя от Кримската война, вицеадмирала Владимир Алексеевич Корнилов.

## Конструкция
Крайцер от нов тип, имащ висока скорост и голям радиус на действие при максимално лек корпус и защита на жизненоважните части само с помощта на бронирана палуба. Представлява развитие на „батарейния“ крайцер „Сфакс“ (с водоизместимост 4500 t), а по характеристики и архитектура е близък на построения във Франция крайцер „Амирал Сесил“. Ново за руския флот е използването, като спомагателни, на водотръбните котли система „Белвил“. Сравнително големият кораб е защитен от бронирана палуба, има мощно въоръжение и пълно ветрилно стъкмяване на барк с площ на платната около 1700 м², но така и не успява да достигне контрактната си скорост от 18 възела.
- Водоизместимост:
  - разчетна: 5300 тона
  - пълна: 5880 тона
- Размери:
  - дължина: 112,8 м
  - ширина: 14,8 м
- Газене:
  - по носа: 6,2 м
  - при кърмата: 7,8 м
- Брониране:
  - палуба: 38 – 60 мм
  - рубка: 76 мм
- Въоръжение:
  - 14 × 152,4-мм/35 в открити установки разположени по бордовете на горната палуба
  - 2 × 64-мм десантни оръдия
  - 6 × 47-мм
  - 10 × 37-мм
  - 6 надводни торпедни апарата
- Главни механизми: 2 хоризонтални парни машини с тройно разширение и мощност 6580 индикаторни к.с., 8 цилиндрични парни котела
- Запас въглища: 1000 тона
- Движител: 2 гребни винта с фиксирана стъпка
- Скорост:
  - на пара: 17,6 възела
  - на платна: 10,0 възела
- Далечина на плаване: 5000 морски мили или 10 000 мили при скорост 9 възела
- Екипаж: 481 души

## Строителство и изпитания
През 1880-те години френските крайцери „Сфакс“, „Таж“ и „Амирал Сесил“ проектирани от Емил Бертен правят фурор във военноморските кръгове на много страни, в т.ч. и в Русия. Виждайки това, френската компания „Ателие и Шантие“ (на френски: Ateliers et Chantiers de la Loire) излиза с предложение към руското правителство да построи крайцер, вземайки за основа крайцера „Амирал Сесил“, обещавайки да съедини в новия кораб огнева мощ и голяма далечина на плаването. След съгласуване на коригирания проект с Морския технически комитет на Руската империя (МТК), през 1886 г., договорът е подписан в рамките на корабостроителната програма за 1881 г.
Крайцерът е заложен във Франция в Луарската корабостроителница в Сен Назер през 1886 г. На 17 ноември същата година за командир на кораба „Адмирал Корнилов“ е назначен агентът на Морското министерство на Руската империя във Франция капитан 1-ви ранг Е. И. Алексеев с оставянето му на длъжност агент. От 1887 до 1888 година за наблюдаващ построяването на крайцера е назначен щабс-капитан Н. В. Долгоруков.
Крайцерът е спуснат на вода на 28 март 1887 г. От 9 август 1888 г. започват ходовите изпитания на крайцера.
На 19 октомври 1888 г. крайцерът напуска Шербур и на 26 октомври пристига в Кронщат за окончателно довършване и поставяне на артилерийските оръдия. През лятото на 1889 г. на крайцера е поставена артилерията, която е изпробвана през октомври същата година. През август 1889 г. крайцерът влиза в строй.

## История на службата
През есента на 1889 г. „Адмирал Корнилов“ излиза в плаване в европейски води, след което се насочва към Далечния Изток на Русия.
През април 1890 г. крайцерът започва подготовка за завръщането си от Владивосток към Балтика. След тържествата, посветени на юбилея от отбраната на Петропавловск, „Адмирал Корнилов“ напуска Золотой Рог. В средата на октомври 1890 г. крайцерът пристига в Коломбо, и на 21 октомври се насочва към Аден. По време на прехода, по заповед на Александър III, крайцерът е назначен в отряда кораби на контраадмирал В. Г. Басаргин („Память Азова“ и „Владимир Мономах“) с наследника цесаревич Николай Александрович, великия княз Георгий Александрович и принца на Гърция Георг на борда в плаване към Индия и Япония. На 11 декември отрядът пристига в Бомбай. В Бомбай Георгий Александрович се разболява сериозно, и по разпореждане на Александър III великият княз преминава на крайцера „Адмирал Корнилов“ и на 18 януари 1891 г. се насочва към Петербург. По време на принудителния престой в Пирея за попълване на запаса въглища, корабът престоява няколко седмици до края на февруари. На 9 март 1891 г. крайцерът е презачислен като 7-и флотски екипаж.
След завръщането си в Балтика крайцерът плава по Средиземно и Черно море. На 19 август 1891 г. „Адмирал Корнилов“ се връща в Кронштат.
На 1 февруари 1892 г. на крайцера е присвоен 1-ви ранг и е преведен в 4-ти флотски екипаж. На 18 май 1892 г. крайцерът е преведен в 6-и флотски екипаж.
На 6 октомври 1892 г. „Адмирал Корнилов“ отново отплава за руския Далечен Изток, където се присъединява към Тихоокеанската ескадра. През декември 1894 г., във връзка с агресивната политика на Япония, корабите под флага на вицеадмирал С. П. Тыртов: „Адмирал Корнилов“, „Рында“, „Адмирал Нахимов“ и „Забияка“, по особено разпореждане, се събират на рейда на Нагасаки, също така се очаква и пристигането на „Бобр“. В помощ на Тихоокеанската ескадра е изпратен С. О. Макаров на броненосеца „Император Николай I“ от ескадрата на Средиземно море. Тези мерки охлаждат поривите на японците и те се отказват от активни действия.
През април 1895 г. в китайското пристанище Чифу на крайцера е намален рангоута и са свалени платната от фок- и грот-мачтите. По това време корабът е в състава на временното съединените Тихоокеанската и Средиземноморската ескадри под общото командване на контраадмирал С. П. Тыртов, които провеждат военни учения.
През май 1896 г. в Златния рог във Владивосток се намират: флагманският броненосец „Император Николай I“, крайцерите „Адмирал Корнилов“, „Рюрик“, „Адмирал Нахимов“, „Память Азова“, „Крейсер“ и „Забияка“, минните крайцери „Всадник“ и „Гайдамак“, канонерските лодки „Манджур“ и „Отважный“, миноносците „Усури“ и „Сунгари“. През същата година крайцерът преминава ремонт във Владивосток, по време на който са заменени всичките осем главни котела и за намаляване на теглото са демонтирани трите спомагателни котела „Белвил“.
Започвайки от 29 ноември 1897 г. базирането на ескадрата е преведено от Владивосток в Порт Артур, а самата започва да се нарича Първа Тихоокеанска ескадра. През първите дни на декември, по предписание на командващия Тихоокеанската ескадра Ф. В. Дубасов, отряд кораби под флага на Реунов се насочва към Порт Артур в състав „Адмирал Корнилов“, „Адмирал Нахимов“, „Отважный“, „Гремящий“. На 15 март 1899 г. Порт Артур е предаден на Руската империя под аренда за 25 години. А на 16 март е тържествената церемония по предаването на Порт Артур. „Адмирал Корнилов“, както и другите кораби на ескадрата („Память Азова“, „Россия“, „Рюрик“, „Забияка“, „Гремящий“, „Отважный“ и „Саратов“), участват в праздничния парад на кораби. В 8 часа сутринта великият княз Кирил Владимирович издига Андреевския флаг на сигналната мачта на Золотая гора, едновременно с подема на флаговете по корабите. За ознаменуване на събитието корабите от ескадрата дават салют от 21 изстрела. На 14 септември императорът награждава: …За труда по заемането на портовете на Квантунския полуостров Артур и Талиенван ордени на офицерите на щаба на началника на Тихоокеанската ескадра, на корабите „Сисой Великий“, „Наварин“, „Россия“, „Рюрик“, „Память Азова“, „Адмирал Корнилов“, „Дмитрий Донской“, „Владимир Мономах“, „Забияка“, „Всадник“, „Гремящий“, „Отважный“, „Кореец“, „Манджур“, „Сивуч“ и пароходите от Доброволния флот „Ярославль“, „Саратов“, „Екатеринославль“, „Владимир“, „Петербург“ и „Воронеж“….
По време на въстанието на ихетуаните в Китай крайцерът, под командването на капитан 1-ви ранг Н. А. Матусевич участва в бойните действия. От 2 юли до 3 август 1900 г. доставя от Порт Артур в устието на река Пейхо и конвоира към Таку морски десанти и сухопътни войски – обща рота на поручик С. Л. Станкевич, състояща се от 186 руски войника за сраженията за крепостта. От 7 до 28 септември на същата година участва в превземането на укрепленията при град Лутая и заемането на Шанхайгуан.
Към началото на март 1901 г. крайцерът се намира при Таку. На 11 март контраадмирал М. Г. Веселаго пренася своя флаг от пристигналата в навечерието на рейда канонерска лодка „Гиляк“ на бронепалубния крайцер „Адмирал Корнилов“. На 13 март „Адмирал Корнилов“, „Дмитрий Донской“ и „Гиляк“ заминават за Порт Артур.
През 1902 г. крайцерът се връща в Балтика, където и продължава службата си в състава на учебния отряд съдове на Морския кадетски корпус. Четири от 152-мм оръдия са свалени.
В началото на есента на 1904 г. е взето решението да се усили 2-ра ескадра на Тихия океан на З. П. Рожественски с кораби от Балтийския флот. На 11 октомври, на съвещание под ръководството на генерал-адмирала, е взето решението да се създаде 3-та Тихоокеанска ескадра и тя да се изпрати, на два ешелона, в Далечния Изток.
Ескадрата оглавява контраадмирал Н. И. Небогатов. В 1-ви ешелон влизат „Император Николай I“, „Адмирал Ушаков“, „Адмирал Сенявин“, „Генерал-адмирал Апраксин“, „Владимир Мономах“; във 2-ри ешелон влизат „Император Александр II“, „Слава“, „Адмирал Корнилов“, „Память Азова“ и минни крайцери. Снаряжаването на корабите от първия ешелон започва в Кронщат през декември 1904 г. В резултат на поспешната подготовка много матроси не попадат на своите кораби, тъй като са пуснати на брега в отпуск, и екипажите са окомплектовани с неопитни моряци. Корабите започват да напускат Либава от 3 февруари 1905 г. и вече на 14 – 15 май те участват в Цушимското сражение. След поражението е взето решението да не се изпращат и корабите от втория ешелон. На 29 септември 1905 г. „Адмирал Корнилов“ е прекласифициран като крайцер от 2-ри ранг.
На 4 ноември 1906 г. крайцерът е зачислен от 6-и флотски екипаж в 4-ти флотски екипаж.
От 27 септември 1907 г. е зачислен в състава на учебните съдове.
На 8 декември 1907 г. крайцерът е причислен към дивизията на миноносците на Балтийския флот със зачисляване в състава на съдовете от резерва 2-ра категория.
На 12 ноември 1909 г. „Адмирал Корнилов“ е зачислен в УМО.
На 17 юни 1910 г. е върнат към класа на крайцерите от 1-ви ранг.
На 15 април 1911 г. е предаден на Кронщатското пристанище и на 2 май същата година е изключен от списъците на съдовете на флота като непригоден за служба.

## Известни хора, които са служили на кораба

### Командири
- 17.11.1886 – 09.09.1891: капитан 1-ви ранг Е. И. Алексеев 1-ви
- 09.09.1891 – 10.01.1894: капитан 1-ви ранг М. И. Елчанинов
- 10.01.1894 – 16.10.1895: капитан 1-ви ранг П. Н. Вулф
- 16.10.1895 – 20.09.1896: капитан 2-ри ранг К. Л. Егормишев
- 20.09.1896 – 09.06.1897: капитан 1-ви ранг П. П. Молас 1-ви
- 09.06.1897 – 01.06.1899: капитан 1-ви ранг С. С. Черкас
- 01.06.1899 – 23.06.1899: капитан 1-ви ранг Н. М. Яковлев (ВИД)
- 23.06.1899 – 18.04.1900: капитан 1-ви ранг И. Л. Петров 1-ви (назначен на 7 юни 1899 г.)
- 18.04.1900 – 06.08.1900: капитан 1-ви ранг Н. А. Матусевич 1-ви
- 06.08.1900 – 06.09.1900: капитан 1-ви ранг А. Т. Тарасов
- 06.09.1900 – 25.10.1904: капитан 1-ви ранг П. Ф. Нелсон-Хирст
- 25.10.1904 – 25.04.1905: капитан 1-ви ранг К. П. Арнаутов 1-ви
- 25.04.1905 – 26.09.1905: капитан 2-ри ранг Б. Н. Мартинов
- 26.09.1905 – 29.05.1906: капитан 2-ри ранг А. В. Петров 4-ти
- 29.05.1906 – 02.10.1906: капитан 1-ви ранг И. В. Студницкий
- 02.10.1906 – 18.06.1907: капитан 2-ри ранг А. Н. Стратанович
- 18.06.1907 – 13.10.1908: капитан 2-ри ранг В. Е. Лахтин
- 02.02.1909 – 14.10.1909: капитан 2-ри ранг А. В. Плото
- 14.10.1909 – 14.03.1911: капитан 2-ри ранг, капитан 1-ви ранг В. Я. Ивановский

### Старши офицери
- ??.??.1889 – ??.??.1890: лейтенант В. Ф. Руднев
- ??.04.1890 – 17.02.1891: капитан 2-ри ранг В. Ф. Шулц
- ??.??.1891 – ??.??.1893: лейтенант К. П. Йесен
- ??.??.1893 – ??.??.1895: капитан 2-ри ранг И. К. Григорович
- 29.07.1896 – ??.??.1897: капитан 2-ри ранг Н. Г. Лишин
- 05.11.1901 – 20.02.1899: капитан-лейтенант К. А. Панфьоров
- 02.03.1901 – ??.??.1901: лейтенант Е. В. Клюпфел
- ??.??.1901 – 23.06.1903: лейтенант Н. И. Бахметиев
- ??.??.1906 – ??.??.1907: лейтенант А. И. Непенин

### Други длъжности
- ??.??.1888 – 01.04.1890: минен механик младши инженер-механик Л. Р. Шведе
- 01.08.1889 – ??.??.1889: лейтенант В. Ф. Руднев
- ??.??.1889 – ??.??.1891: В. Л. Кузмин-Короваев
- ??.??.1890 – ??.??.1891: вахтен офицер мичман К. П. Мордовин
- 29.10.1890 – 23.01.1891: вахтен офицер мичман Ф. В. Раден
- ??.??.1892 – ??.??.1896: минен офицер мичман Д. П. Шумов
- ??.??.1892 – ??.??.1897: мичман Н. Г. Лвов
- ??.??.1894 – ??.??.1895: мичман П. П. Шмит
- ??.01.1895 – ??.??.1895: старши минен офицер минен офицер 1-ви клас В. Ф. Шулц
- ??.??.1896 – ??.??.1896: вахтен началник мичман Н. М. Белкин[8]
- ??.??.1897 – ??.??.1898: лейтенант В. Л. Кузмин-Короваев
- ??.??.1898 – ??.??.1899: лейтенант П. И. Патон Фантон де Верайон
- ??.??.1900 – ??.??.1900: вахтен началник лейтенант Н. И. Бахметиев
- 01.05.1902 – 06.08.1902: вахтен началник лейтенант А. П. Щер
- ??.??.1905 – ??.??.1907: старши инженер-механик, подполковник от Корпуса на инженер-механиците на флота А. К. Монерот дю Мен
- ??.??.1904 – ??.??.1904: вахтен началник лейтенант Н. Ф. Мисников
- 31.06.1891 – ??.??.1???: инженер-механик А. О. Трахтенберг
- ??.??.19?? – ??.??.19??: фелдшер Дмитрий Емелиянов